# Кнуд IV Святой
Кнуд IV Святой (дат. Knud 4. den Hellige; 1043? — 10 июля 1086, Оденсе) — король Дании в 1080 — 1086 годах из династии Эстридсенов. Один из сыновей короля Свена II Эстридсена от наложниц. Святой покровитель Дании.

## Биография
Кнуд IV родился около 1042 года и был одним из сыновей короля Свена II Эстридсена. Впервые Кнуд упоминается в качестве члена семьи Свена в 1069 году во время датского рейда в Англию, а англосаксонская хроника сообщает, что Кнуд был одним из лидеров другого рейда против Англии в 1075 году. При возвращении из Англии в 1075 году датский флот прибыл к берегам графства Фландрия. Из-за своей враждебности по отношению к Вильгельму I Завоевателю Фландрия была естественным союзником датчан. Кнуд также провел успешные кампании в Сембер и Эстер, согласно скальду Кальфру Манасону.
Когда Свен умер, брат Кнуда Харальд III был избран королём, и Кнуд отправился в изгнание в Швецию, где он, возможно, был вовлечен в активную оппозицию к Харальду. В 1080 году Харальд умер и Кнуд стал королем Дании. После своей коронации Кнуд женился на дочери графа Роберта I Фландрского Аделе. Она родила ему сына, Карла (имя, необычное для Дании), в 1084 году, и дочерей-близнецов Сесилию и Ингегерду. Потомки Ингегерды, Фолькунги, взойдут на престол Швеции и Норвегии, а кровь Кнуда IV вернётся на датский престол в лице Олафа II.

### Король Дании
Кнуд стремился к укреплению королевской власти, опираясь на церковь. Он быстро зарекомендовал себя как весьма амбициозный король и потребовал сурового соблюдения церковных праздников. Он даровал подарки церквям в Далби, Оденсе, Роскилле, Виборге и в Лунде. Как покровитель Церкви, он стремился активизировать сбор десятины. В мае 1085 года Кнуд пожертвовал деньги на строительство Кафедрального собора Лунда и школы при нём, а также предоставил церкви большие участки земли в Скании, Зеландии и Амагере.
Правление Кнуда ознаменовалось энергичными попытками усилить королевскую власть в Дании за счет подавления власти дворян и установлении контроля над ними. Кнуд издал указы, присвоив себе право собственности на общинные земли, право собственности на товары от кораблекрушений и право наследования владениями иностранцев. Он также издал законы, защищавшие освобожденных рабов, а также иностранных священнослужителей и купцов. Эта политика привела к недовольству среди его подданных, которые не привыкли к королю, посягавшему на их повседневную жизнь.

### Неудачная попытка похода в Англию
Амбиции Кнуда не исчерпывались сугубо делами самой Дании. Будучи потомком Кнуда Великого, он претендовал также и на английский трон. Он считал Вильгельма I Завоевателя узурпатором. В 1085 году при поддержке своего тестя графа Роберт и Олафа III Норвежского Кнуд планировал вторжение в Англию и собрал флот в Лим-фьорде. Флот так никогда и не отплыл, так как Кнуд оказался занят конфликтом со Священной Римской империей на юге.
Солдаты, в основном крестьяне, устали ждать отбытия флота и вернулись на поля для сбора урожая, а также избрали брата Кнуда Олафа как покровителя. Это вызвало подозрения со стороны Кнуда, который арестовал Олафа и отправил его во Фландрию.

### Смерть

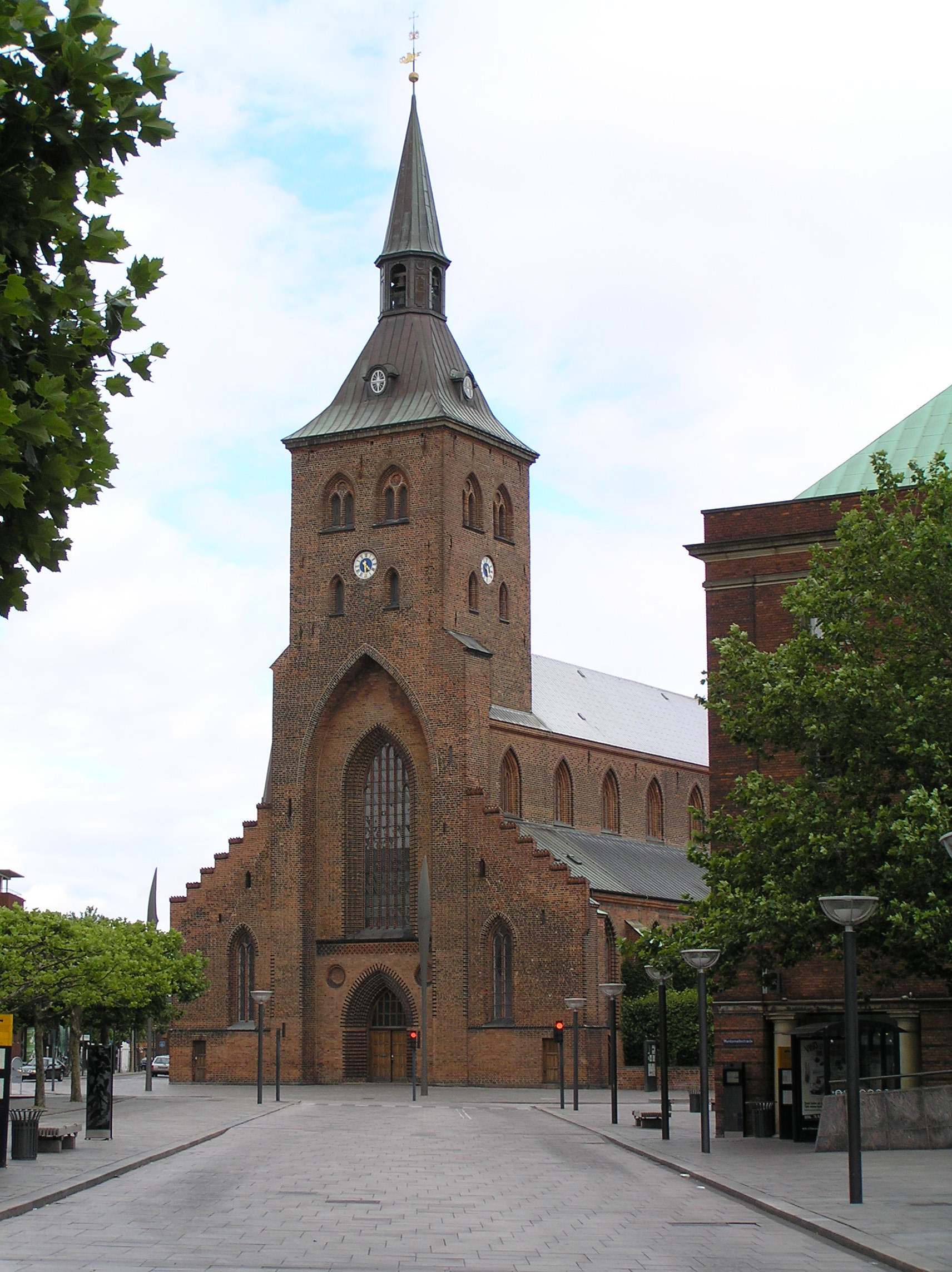
Собор Святого Кнуда в Оденсе.

Уже в следующем году из-за тяжёлых налогов, связанных с подготовкой похода, на севере Ютландии вспыхнуло восстание. Кнуд IV был вынужден бежать, сначала в Виборг, затем в Оденсе. 10 июля 1086 года Кнуд и его люди укрылись в церкви Святого Албана в Оденсе. Повстанцы ворвались в церковь и убили Кнуда вместе с его братом Бенедиктом и семнадцатью его последователями, прямо перед алтарем. Согласно хронисту Элноту Кентерберийскому, Кнуд умер от удара копьем в бок. В 2008 году рентгеновская компьютерная томография показала, что он умер от сквозного ранения через живот и поясницу, а отсутствие следов борьбы позволяет предположить, что Кнуд встретил смерть не в бою Его сменил Олаф I.
После убийства мужа Адела вместе с их сыном Карлом была вынуждена бежать во Фландрию. Впоследствии Карл также стал графом Фландрии.

### Канонизация

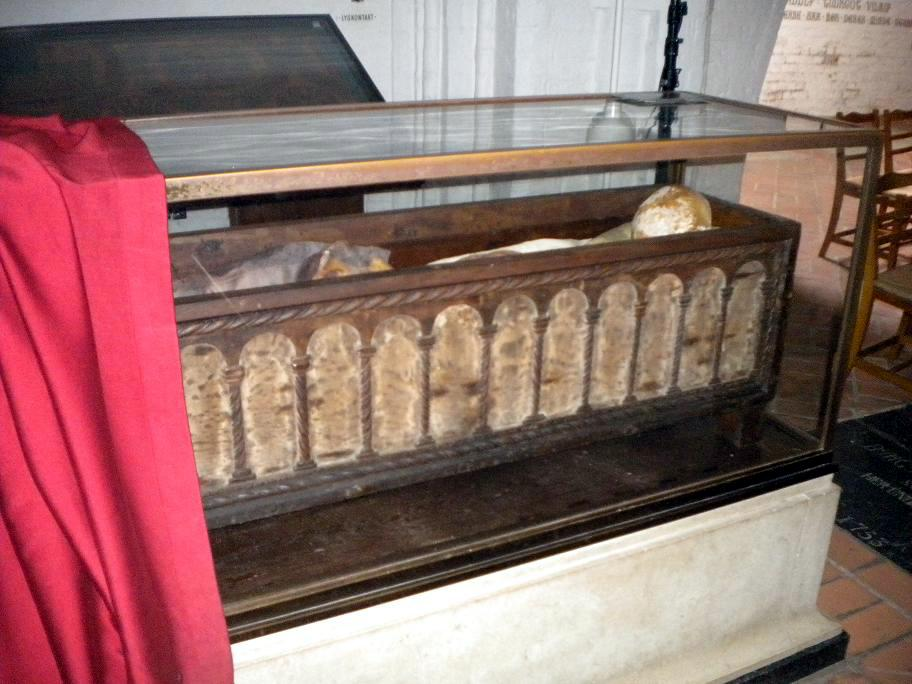
Гробница Святого Кнуда

Неурожай в течение нескольких лет в Дании во время следующего царствования был воспринят как Божья кара за убийство в церкви. Затем появились слухи о чудесах на его могиле. Всё это способствовало его скорой канонизации в 1101 году. В 1300 году останки Кнуда и его брата были перенесены в строившийся в то время собор Святого Кнуда, где они и покоятся по настоящее время